# ویلیام ای. والاس
ویلیام ای. والاس (به انگلیسی: William A. Wallace) سناتور سابق عضو حزب دموکرات ایالات متحده آمریکا بود. وی در سال ۱۸۷۵ تا ۱۸۸۱ میلادی سناتور ایالت پنسیلوانیا در سنای ایالات متحده آمریکا بود.